# Argentina en los Juegos Paralímpicos de Toronto 1976
La participación de Argentina en los Juegos Paralímpicos de Toronto 1976 fue la quinta actuación paralímpica de los deportistas argentinos, en la también quinta edición de los Juegos Paralímpicos. La delegación argentina se presentó en 4 deportes, con 20 deportistas, de los cuales 12 eran mujeres, que compitieron en 75 eventos. 
El equipo paralímpico obtuvo 3 medallas de oro, 4 de plata y 7 de bronce, alcanzando un total de 14 medallas paralímpicas. Se mejoró así el desempeño de los Juegos anteriores, pero no los mejores desempeños históricos alcanzados en Tokio (6/14/16) y Tel Aviv (10/10/10). Argentina ocupó la 23ª posición en el medallero general, sobre 40 países participantes, siendo con Colombia, Ecuador, España, Guatemala, México y Perú los únicos de habla hispana.
La delegación argentina obtuvo medallas en atletismo (4), natación (9) y básquetbol (1). Entre los deportistas más premiados se destacó Gustavo Galíndez con cinco medallas (2 de oro) en natación y un récord mundial en 3x25 m individual medley 3. Los varones ganaron 9 medallas (2 de oro) y las mujeres ganaron 5 medallas (1 de oro).

## Medallero
| Medalla           | Nombre               | Deporte    | Evento                                              |
| ----------------- | -------------------- | ---------- | --------------------------------------------------- |
| Medalla de oro    | Gustavo Galíndez     | Natación   | 25 m mariposa 3 masculino                           |
| Medalla de oro    | Gustavo Galíndez     | Natación   | 25 m medley individual 3 masculino                  |
| Medalla de oro    | Cristina Benedetti   | Natación   | eslalon en silla de ruedas 2 femenino               |
| Medalla de plata  | Gustavo Galíndez     | Natación   | 50 m espalda 3 masculino                            |
| Medalla de plata  | Gustavo Galíndez     | Natación   | 50 m libre 3 masculino                              |
| Medalla de plata  | Raúl Langhi          | Natación   | 25 m pecho 1A masculino                             |
| Medalla de plata  | Lucy González Parra  | Atletismo  | lanzamiento de bala 1A femenino                     |
| Medalla de bronce | Gustavo Galíndez     | Natación   | 50 m pecho 3 masculino                              |
| Medalla de bronce | Luis Pérez           | Natación   | 25 m mariposa 3 masculino                           |
| Medalla de bronce | Marcela Rizzotto     | Natación   | 3x25m individual medley 3 femenino                  |
| Medalla de bronce | Marcela Rizzotto     | Natación   | 25m mariposa 3 femenino                             |
| Medalla de bronce | Luis Grieb           | Atletismo  | lanzamiento de disco 4 masculino                    |
| Medalla de bronce | Honorio Romero       | Atletismo  | precisión en lanzamiento de jabalina 1C-5 masculino |
| Medalla de bronce | Equipo de básquetbol | Básquetbol | Baloncesto femenino                                 |

## Nueve medallas en natación
El equipo de natación tuvo un destacado desempeño en natación, obteniendo 2 medallas de oro y un total de 9 medallas, que lo ubicó en la posición 13.ª del medallero de natación en los juegos. Individualmente se destacó el nadador Gustavo Galíndez, que compitiendo en la clase 3, obtuvo dos medallas de oro (25m mariposa y 3x25m individual medley), dos de plata (50m espalda y 50m libre) y una de bronce (50m pecho). Galíndez obtuvo récord mundial en 3x25m individual medley, a la vez que en la prueba de 25m mariposa 3, el equipo argentino obtuvo medallas de oro y bronce (Luis Pérez). La nadadora Marcela Rizzotto obtuvo dos medallas de bronce, mientras que la restante medalla de plata la obtuvo Raúl Langhi.
| Natación Varones 25 m mariposa 3 Participantes: 10 | Natación Varones 25 m mariposa 3 Participantes: 10 | Natación Varones 25 m mariposa 3 Participantes: 10 | Natación Varones 25 m mariposa 3 Participantes: 10 | Natación Varones 25 m mariposa 3 Participantes: 10 |
|                                                    | Atleta                                             | País                                               | Tiempo                                             |                                                    |
| -------------------------------------------------- | -------------------------------------------------- | -------------------------------------------------- | -------------------------------------------------- | -------------------------------------------------- |
| 1                                                  | Gustavo Galíndez                                   | Argentina                                          | 19.31                                              |                                                    |
| 2                                                  | Moshe Levy                                         | Israel                                             | 21.11                                              |                                                    |
| 3                                                  | Luis Pérez                                         | Argentina                                          | 21.28                                              |                                                    |
| Fuente: IPC.                                       |                                                    |                                                    |                                                    |                                                    |

| Natación Varones 3x25 m individual medley 3 Participantes: 18 | Natación Varones 3x25 m individual medley 3 Participantes: 18 | Natación Varones 3x25 m individual medley 3 Participantes: 18 | Natación Varones 3x25 m individual medley 3 Participantes: 18 | Natación Varones 3x25 m individual medley 3 Participantes: 18 |
|                                                               | Atleta                                                        | País                                                          | Tiempo                                                        |                                                               |
| ------------------------------------------------------------- | ------------------------------------------------------------- | ------------------------------------------------------------- | ------------------------------------------------------------- | ------------------------------------------------------------- |
| 1                                                             | Gustavo Galíndez                                              | Argentina                                                     | RM 1:06.21                                                    |                                                               |
| 2                                                             | B. de Five                                                    | España                                                        | 1:10.42                                                       |                                                               |
| 3                                                             | Moshe Levy                                                    | Israel                                                        | 1:13.19                                                       |                                                               |
| Fuente: IPC.                                                  |                                                               |                                                               |                                                               |                                                               |

| Natación Varones 50m espalda 3 Participantes: 21 | Natación Varones 50m espalda 3 Participantes: 21 | Natación Varones 50m espalda 3 Participantes: 21 | Natación Varones 50m espalda 3 Participantes: 21 | Natación Varones 50m espalda 3 Participantes: 21 |
|                                                  | Atleta                                           | País                                             | Tiempo                                           |                                                  |
| ------------------------------------------------ | ------------------------------------------------ | ------------------------------------------------ | ------------------------------------------------ | ------------------------------------------------ |
| 1                                                | Moshe Levy                                       | Israel                                           | RM 42.39                                         |                                                  |
| 2                                                | Gustavo Galíndez                                 | Argentina                                        | 43.09                                            |                                                  |
| 3                                                | R. Kubig                                         | Australia                                        | 45.36                                            |                                                  |
| 4                                                | Luis Pérez                                       | Argentina                                        | 45.81                                            | DP                                               |
| Fuente: IPC.                                     |                                                  |                                                  |                                                  |                                                  |

| Natación Varones 50m libre 3 Participantes: 24 | Natación Varones 50m libre 3 Participantes: 24 | Natación Varones 50m libre 3 Participantes: 24 | Natación Varones 50m libre 3 Participantes: 24 | Natación Varones 50m libre 3 Participantes: 24 |
|                                                | Atleta                                         | País                                           | Tiempo                                         |                                                |
| ---------------------------------------------- | ---------------------------------------------- | ---------------------------------------------- | ---------------------------------------------- | ---------------------------------------------- |
| 1                                              | B. de Five                                     | España                                         | 37.87                                          |                                                |
| 2                                              | Gustavo Galíndez                               | Argentina                                      | 39.03                                          |                                                |
| 3                                              | K. Karlsson                                    | Suecia                                         | 39.93                                          |                                                |
| Fuente: IPC.                                   |                                                |                                                |                                                |                                                |

| Natación Varones 25m pecho 1A Participantes: 5 | Natación Varones 25m pecho 1A Participantes: 5 | Natación Varones 25m pecho 1A Participantes: 5 | Natación Varones 25m pecho 1A Participantes: 5 | Natación Varones 25m pecho 1A Participantes: 5 |
|                                                | Atleta                                         | País                                           | Tiempo                                         |                                                |
| ---------------------------------------------- | ---------------------------------------------- | ---------------------------------------------- | ---------------------------------------------- | ---------------------------------------------- |
| 1                                              | Mike Kenny                                     | Gran Bretaña                                   | RM 42.56                                       |                                                |
| 2                                              | Raúl Langhi                                    | Argentina                                      | 54.86                                          |                                                |
| 3                                              | Raffin                                         | Francia                                        | 1:00.81                                        |                                                |
| Fuente: IPC.                                   |                                                |                                                |                                                |                                                |

| Natación Varones 50m pecho 3 Participantes: 17 | Natación Varones 50m pecho 3 Participantes: 17 | Natación Varones 50m pecho 3 Participantes: 17 | Natación Varones 50m pecho 3 Participantes: 17 | Natación Varones 50m pecho 3 Participantes: 17 |
|                                                | Atleta                                         | País                                           | Tiempo                                         |                                                |
| ---------------------------------------------- | ---------------------------------------------- | ---------------------------------------------- | ---------------------------------------------- | ---------------------------------------------- |
| 1                                              | Wolfgang Stieg                                 | Austria                                        | RM 46.55                                       |                                                |
| 2                                              | Miroslaw Owczarek                              | Polonia                                        | 48.40                                          |                                                |
| 3                                              | Gustavo Galíndez                               | Argentina                                      | 48.40                                          |                                                |
| Fuente: IPC.                                   |                                                |                                                |                                                |                                                |

| Natación Mujeres 25m mariposa 3 Participantes: 4 | Natación Mujeres 25m mariposa 3 Participantes: 4 | Natación Mujeres 25m mariposa 3 Participantes: 4 | Natación Mujeres 25m mariposa 3 Participantes: 4 | Natación Mujeres 25m mariposa 3 Participantes: 4 |
|                                                  | Atleta                                           | País                                             | Tiempo                                           |                                                  |
| ------------------------------------------------ | ------------------------------------------------ | ------------------------------------------------ | ------------------------------------------------ | ------------------------------------------------ |
| 1                                                | Elena-Marie Bey                                  | Estados Unidos                                   | RM 19.51                                         |                                                  |
| 2                                                | M. Herreras                                      | España                                           | 24.87                                            |                                                  |
| 3                                                | Marcela Rizzotto                                 | Argentina                                        | 27.6                                             |                                                  |
| Fuente: IPC.                                     |                                                  |                                                  |                                                  |                                                  |

| Natación Mujeres 3x25m individual medley 3 Participantes: 8 | Natación Mujeres 3x25m individual medley 3 Participantes: 8 | Natación Mujeres 3x25m individual medley 3 Participantes: 8 | Natación Mujeres 3x25m individual medley 3 Participantes: 8 | Natación Mujeres 3x25m individual medley 3 Participantes: 8 |
|                                                             | Atleta                                                      | País                                                        | Tiempo                                                      |                                                             |
| ----------------------------------------------------------- | ----------------------------------------------------------- | ----------------------------------------------------------- | ----------------------------------------------------------- | ----------------------------------------------------------- |
| 1                                                           | M. Herreras                                                 | España                                                      | RM 1:18.91                                                  |                                                             |
| 2                                                           | M. Tufuesson                                                | Suecia                                                      | 1:25.91                                                     |                                                             |
| 3                                                           | Marcela Rizzotto                                            | Argentina                                                   | 1:32.94                                                     |                                                             |
| Fuente: IPC.                                                |                                                             |                                                             |                                                             |                                                             |

## Cuatro medallas en atletismo
El equipo de atletismo obtuvo 4 medallas, entre ellas una de oro y otra de plata. Las mujeres obtuvieron las medallas de oro y plata: Cristina Benedetti la oro en eslalon en silla de ruedas y Lucy González Parra, la plata en bala. Las medallas de bronce fueron obtenidas por Luis Grieb y Honorio Romero.
| Atletismo Mujeres Eslalon 2 Participantes: 8 | Atletismo Mujeres Eslalon 2 Participantes: 8 | Atletismo Mujeres Eslalon 2 Participantes: 8 | Atletismo Mujeres Eslalon 2 Participantes: 8 | Atletismo Mujeres Eslalon 2 Participantes: 8 |
|                                              | Atleta                                       | País                                         | Tiempo                                       |                                              |
| -------------------------------------------- | -------------------------------------------- | -------------------------------------------- | -------------------------------------------- | -------------------------------------------- |
| 1                                            | Cristina Benedetti                           | Argentina                                    | 1:32.2                                       |                                              |
| 2                                            | Glee Lyford                                  | Estados Unidos                               | 1:37.1                                       |                                              |
| 3                                            | Kathleen Fagan                               | Irlanda                                      | 1:51.7                                       |                                              |
| Fuente: IPC.                                 |                                              |                                              |                                              |                                              |

| Atletismo Mujeres Lanzamiento de bala 1A Participantes: 5 | Atletismo Mujeres Lanzamiento de bala 1A Participantes: 5 | Atletismo Mujeres Lanzamiento de bala 1A Participantes: 5 | Atletismo Mujeres Lanzamiento de bala 1A Participantes: 5 | Atletismo Mujeres Lanzamiento de bala 1A Participantes: 5 |
|                                                           | Atleta                                                    | País                                                      | Distancia                                                 |                                                           |
| --------------------------------------------------------- | --------------------------------------------------------- | --------------------------------------------------------- | --------------------------------------------------------- | --------------------------------------------------------- |
| 1                                                         | L. Ckaasen                                                | Sudáfrica                                                 | 2.81                                                      |                                                           |
| 2                                                         | Lucy González Parra                                       | Argentina                                                 | 2.61                                                      |                                                           |
| 3                                                         | Ruth Wendt                                                | Estados Unidos                                            | 2.49                                                      |                                                           |
| Fuente: IPC.                                              |                                                           |                                                           |                                                           |                                                           |

| Atletismo Varones Lanzamiento de disco 4 Participantes: 27 | Atletismo Varones Lanzamiento de disco 4 Participantes: 27 | Atletismo Varones Lanzamiento de disco 4 Participantes: 27 | Atletismo Varones Lanzamiento de disco 4 Participantes: 27 | Atletismo Varones Lanzamiento de disco 4 Participantes: 27 |
|                                                            | Atleta                                                     | País                                                       | Distancia                                                  |                                                            |
| ---------------------------------------------------------- | ---------------------------------------------------------- | ---------------------------------------------------------- | ---------------------------------------------------------- | ---------------------------------------------------------- |
| 1                                                          | Remi Ophem                                                 | Bélgica                                                    | RM 31.12                                                   |                                                            |
| 2                                                          | Eugene Reimer                                              | Canadá                                                     | 28.82                                                      |                                                            |
| 3                                                          | Luis Grieb                                                 | Argentina                                                  | 27.00                                                      |                                                            |
| Fuente: IPC.                                               |                                                            |                                                            |                                                            |                                                            |

| Atletismo Varones Precisión en lanzamiento de jabalina 1C-5 Participantes: 58 | Atletismo Varones Precisión en lanzamiento de jabalina 1C-5 Participantes: 58 | Atletismo Varones Precisión en lanzamiento de jabalina 1C-5 Participantes: 58 | Atletismo Varones Precisión en lanzamiento de jabalina 1C-5 Participantes: 58 | Atletismo Varones Precisión en lanzamiento de jabalina 1C-5 Participantes: 58 |
|                                                                               | Atleta                                                                        | País                                                                          | Puntos                                                                        |                                                                               |
| ----------------------------------------------------------------------------- | ----------------------------------------------------------------------------- | ----------------------------------------------------------------------------- | ----------------------------------------------------------------------------- | ----------------------------------------------------------------------------- |
| 1                                                                             | Walter Telsnig                                                                | Austria                                                                       | 74                                                                            |                                                                               |
| 1                                                                             | Roy Nungester                                                                 | Estados Unidos                                                                | 74                                                                            |                                                                               |
| 3                                                                             | Honorio Romero                                                                | Argentina                                                                     | 74                                                                            |                                                                               |
| Fuente: IPC.                                                                  |                                                                               |                                                                               |                                                                               |                                                                               |

## Bronce en básquetbol femenino
El equipo de básquetbol femenino estuvo integrado por Susana Bainer, Elsa Beltrán, Cristina Benedetti, Eugenia García, Graciela Gazzola, Susana Masciotra, Susana Momeso, Marcela Rizzotto, Yolanda Rosa, Cristina Spara y Silvia Tedesco.
Participaron cinco países: Argentina, Canadá, Estados Unidos, Israel y República Federal Alemana que jugaron todos contra todos. Argentina perdió con Israel 16-56 (medalla de oro) y perdió 15-32 con la República Federal Alemana (medalla de plata), y venció a Estados Unidos (34-13) y Canadá (27-23), clasificando tercera y obteniendo así la medalla de bronce.
| Baloncesto Mujeres | Baloncesto Mujeres | Baloncesto Mujeres |
|                    | País               |                    |
| ------------------ | ------------------ | ------------------ |
| 1                  | Israel             |                    |
| 2                  | Alemania (RFA)     |                    |
| 3                  | Argentina          |                    |
| Fuente: IPC.       |                    |                    |

El equipo de básquetbol de varones clasificó primero en su zona, pero perdió en cuartos de final, terminando quinto, con un récord de cuatro partidos ganados y uno perdido.

## Lista de deportistas
La siguiente es la lista de deportistas argentinos que compiteron en Toronto 1976:
- Varones (8): Gustavo Galíndez, Luis Grieb, Raúl Langhi, Pablo Lunazzi, Luis Pérez, Guillermo Prieto, Honorio Romero y Gerardo Ruiz.

- Mujeres (12): Susana Bainer, Elsa Beltrán, Cristina Benedetti, Eugenia GarcÍa, Graciela Gazzola, Lucy González Parra, Susana Masciotra, Susana Momeso, Marcela Rizzotto, María Cristina Spara, Silvia Tedesco y Yolanda Rosa.